# چرخه‌های بازار سهام
چرخه‌های بازار سهام (به انگلیسی: Stock market cycles)الگوهای پیشنهادی است که به اعتقاد طرفداران ممکن است در بازارهای سهام وجود داشته باشد.
چرخه‌های بسیاری از این قبیل مانند گره زدن تغییرات بورس به رهبری سیاسی یا نوسانات قیمت کالاها ارائه شده‌است. برخی از الگوهای بازار سهام به‌طور جهانی شناخته شده‌اند (به عنوان مثال، چرخش بین سرمایه‌گذاری روی سهام ارزشی یا سهام رشدی). با این حال، بسیاری از دانشگاهیان و سرمایه گذاران حرفه ای نسبت به هر نظریه ای ادعا می‌کنند که چرخه‌های بورس را به‌طور دقیق شناسایی یا پیش‌بینی می‌کنند، بدبین هستند. برخی منابع استدلال می‌کنند که شناسایی هر یک از این الگوها به عنوان «چرخه» به دلیل ماهیت غیر چرخه ای آنها، نام غلطی است.
تغییرات در بازده سهام بیشتر توسط عوامل خارجی مانند سیاست پولی ایالات متحده، اقتصاد، تورم، نرخ ارز و شرایط اقتصادی اجتماعی تعیین می‌شود (به عنوان مثال، همه‌گیری ویروس کرونا ۲۰۲۰–۲۰۲۱). سرمایه فکری بر درآمد فعلی سهام شرکت تأثیر نمی‌گذارد. سرمایه فکری به رشد بازده سهام کمک می‌کند.